# Le Breuil-Bernard
 Le Breuil-Bernard  es una población y comuna francesa, situada en la región de Poitou-Charentes, departamento de Deux-Sèvres, en el distrito de Parthenay y cantón de Moncoutant.

## Demografía
| 445 | 402 | 358 | 384 | 445 | 419 |
| Para los censos de 1962 a 1999 la población legal corresponde a la población sin duplicidades (Fuente: INSEE [Consultar]) |     |     |     |     |     |